# Egidius Mengelberg

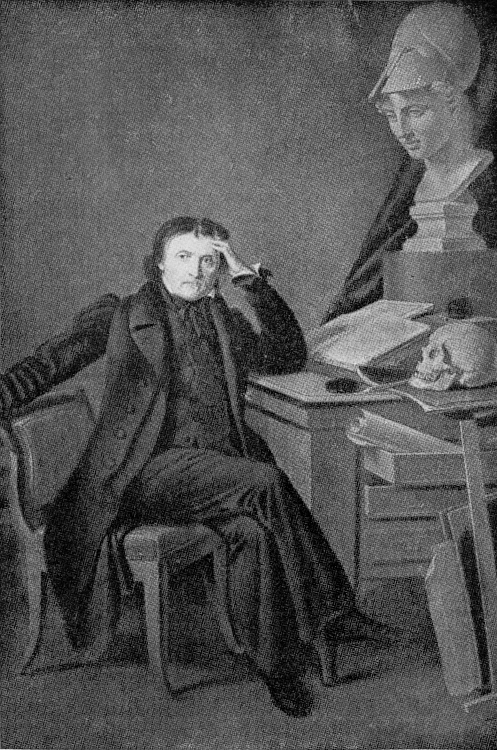
Egidius Mengelberg, zelfprotret

Egidius Mengelberg (Keulen, 8 april 1770 – aldaar, 26 oktober 1849) was een Duits portretschilder, kunstpedagoog en oprichter van een tekenschool die later onderdeel werd van de Hogeschool Keulen. De leden van de familie Mengelberg die als kunstenaar of musicus bekend zijn geworden stammen van hem af.

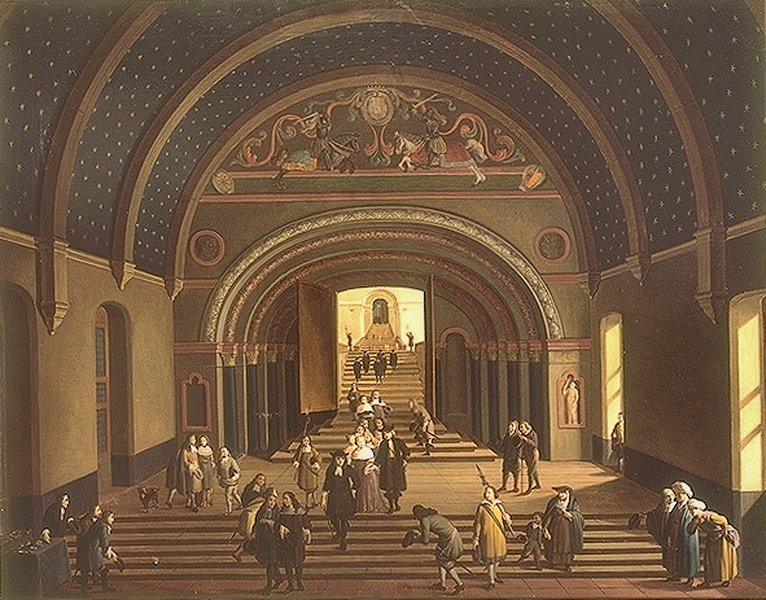
„In der Schwanenburg zu Kleve“, 1829